# Leonardo Ximenes
Pour les articles homonymes, voir Ximenes (homonymie).
Leonardo Ximenes, né le 27 décembre 1716 à Trapani (Sicile) d'une famille d'origine espagnole et décédé le 4 mai 1786  à Florence, est un prêtre jésuite italien. Mathématicien, astronome et ingénieur, il était au service du duché de Toscane du temps où celui-ci était gouverné par les Habsbourg-Lorraine.

## Biographie

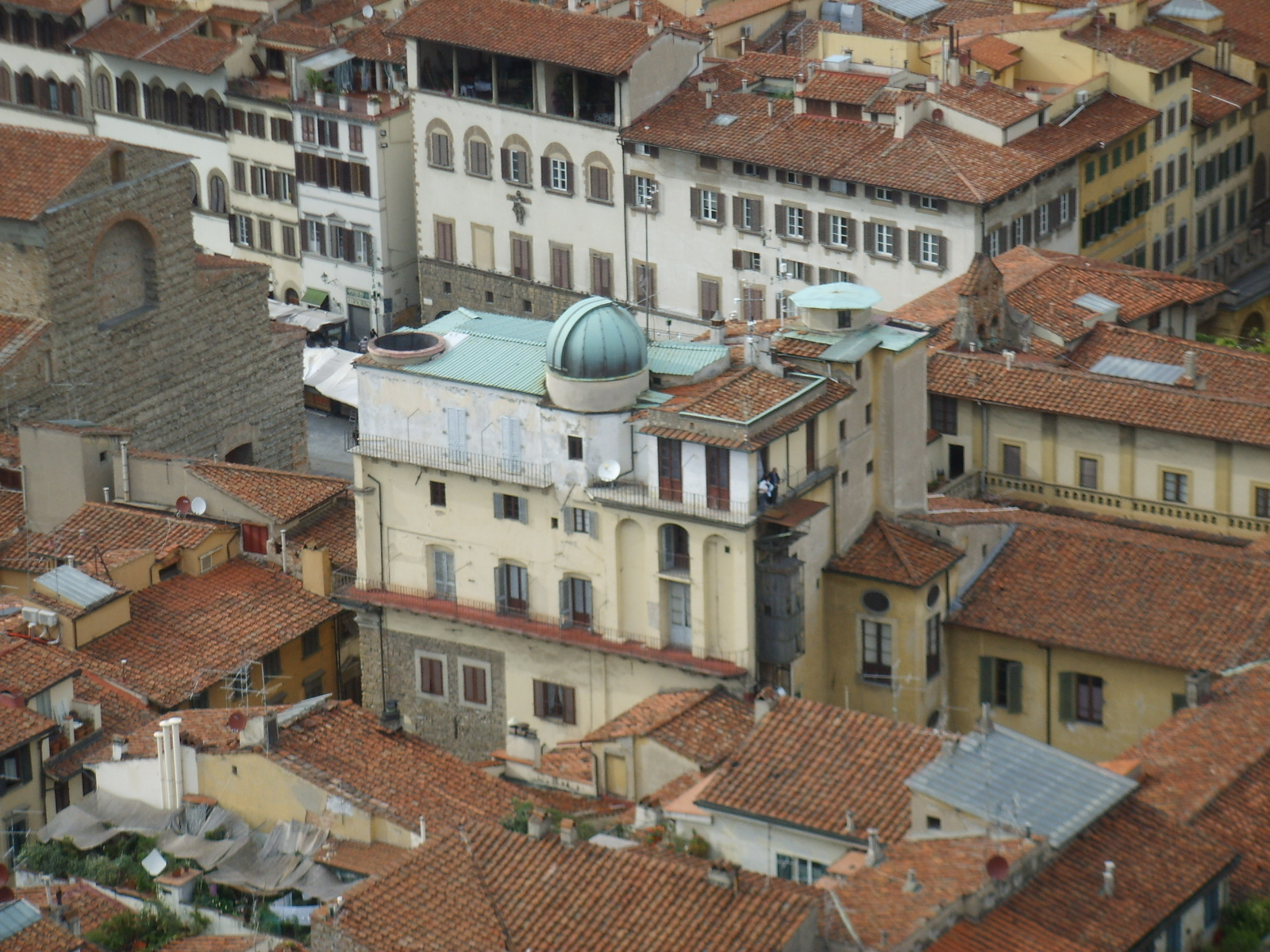
Observatoire Ximenes, Florence

Leonardo Ximenes naquit le 27 décembre 1716, à Trapani, dans la Sicile, de parents nobles, originaires d’Espagne. Dès sa plus tendre enfance, il montra des dispositions étonnantes pour l’étude et en même temps un grand éloignement pour les vanités du monde. A quinze ans, il entra au noviciat des jésuites à Palerme. Après avoir terminé son noviciat et professé quelque temps la rhétorique et la philosophie, il sollicita de ses supérieurs la permission de passer en Italie, où il devait trouver toutes les ressources nécessaires pour perfectionner ses connaissances et en acquérir de nouvelles. Chargé d’abord d’enseigner les belles-lettres à Florence et à Sienne, il alla ensuite à Rome faire son cours de théologie au collège de la Sapience. Il venait de l’achever, lorsque le marquis Vinc. Riccardi, gentilhomme florentin, ayant demandé au provincial des jésuites un sujet pour enseigner les mathématiques à ses enfants, on lui accorda le P. Ximenes. Dans ce nouveau poste, il sut profiter de ses loisirs pour se livrer avec ardeur à l’étude des sciences, et aidé des conseils de quelques-uns de ses confrères, il fit de rapides progrès dans la géographie et les hautes mathématiques. Quelques opuscules, qu’il publia vers le même temps, l’ayant fait connaître de la manière la plus avantageuse, il obtint, avec le titre de mathématicien du grand-duc de Toscane, la chaire de géographie à l’académie de Florence. Les ravages causés par le débordement du Pô et du Reno, sujets continuels de contestations entre les divers États de la basse Italie, fournirent bientôt au P. Ximenes l’occasion de signaler ses talents pour l’hydraulique. Il fut choisi par le grand-duc Léopold pour régler les difficultés qui s’étaient élevées entre la Toscane et la République de Lucques, dont le commissaire était le P. Boscovich, et il s’acquitta de cette tâche avec tant de zèle, les moyens qu’il indiqua pour prévenir de nouveaux débordements furent jugés si supérieurs à tous ceux qu’on avait employés jusqu’alors, que depuis on n’agita dans l’Italie aucune question d’hydraulique sans la lui soumettre. Il n’est pas en Italie un seul État qui n’ait eu recours aux lumières du P. Ximenes, et qui n’ait pu s’applaudir d’avoir suivi ses conseils. Il fut consulté par la cour de Rome sur les moyens de dessécher les marais Pontins et de régulariser le cours des fleuves dans le Bolonais ; par les Vénitiens, au sujet des dégâts causés par la Brenta ; par les Lucquois, sur le lac de Bientina ; par les Génois, sur des aqueducs à construire, des routes à percer et d’autres objets importants. Quoique occupé presque sans relâche par les travaux dont on vient de parler, le P. Ximenes trouva cependant le loisir de faire une foule d’observations astronomiques importantes et de publier un grand nombre d’écrits très-estimés. Il était fréquemment consulté par les savants ainsi que par les académies, qui s’étaient empressées de se l’associer, et telle était son activité presque incroyable qu’il ne laissa jamais aucune lettre sans réponse. En 1756, il fonda à Florence l'observatoire astronomique San Giovannino (qui porte aujourd'hui son nom), auquel il consacra les dernières années de sa vie ; c'est là qu'il observa le transit de Vénus de 1761. Cet observatoire est fameux par son grand cadran mural et par le gnomon de Paolo Toscanelli. que le P. Ximenes y établit ; il y joignit une bibliothèque choisie et un grand nombre d’instruments de mathématiques. Leonardo Ximenes mourut d’apoplexie, à Florence, le 3 mai 1786, à l’âge de 70 ans. Par son testament, il fonda deux chaires, l’une d’astronomie et l’autre d’hydraulique, qui devaient être remplies par deux religieux piaristes auxquels il léguait sa bibliothèque et son cabinet, sous la condition de les remettre aux jésuites s’ils étaient rétablis en Toscane. Il laissa tous ses manuscrits au sénateur Giovan Battista Nelli, qui possédait déjà ceux de Galilée et de plusieurs autres savants dont la Toscane s’honore à juste titre. Le P. Ximenes s’était composé une épitaphe : 

« Qui didici astrorumque vitas, undasque fluentes, 
 Hoc cinis exiguus nunc jaceo in tumulo :
Parte tamen meliore mei super astra vocatus
 Gratulor æterni Numinis ore frui. »

 Il était associé des Académies des sciences de Paris et de St-Pétersbourg et membre de celles de Vérone et de Sienne.

## Contributions
Le Père Ximenes est :  
- ingénieur hydraulique :

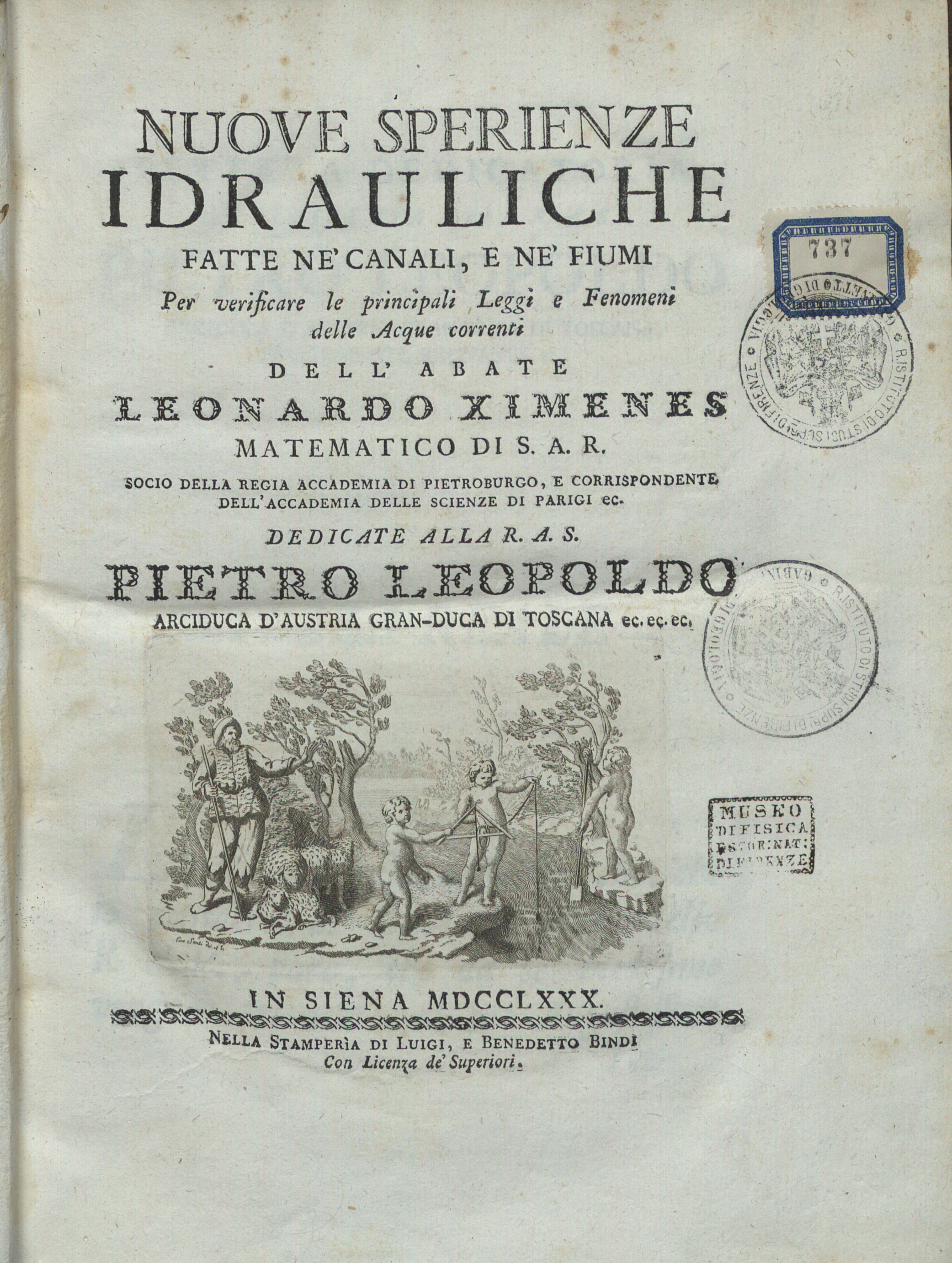
Nuove esperienze idrauliche (1780)

  - début de l'assainissement de la Maremme toscane (il suggère au comte de la Gherardesca l'ouverture d'un large fossé qui provoque aussitôt l’assèchement des terres situées entre Bolgheri, Bibbona et la mer),
  - arrêt du paludisme à Bientina ;
- ingénieur civil :
  - Strada Regia Pistoiese (côté toscan), aujourd'hui route régionale 66,
  - pont sur la Lima (it),
  - pont sur le Sestaione[2] ;
- astronome :
  - restauration du gnomon de Paolo Toscanelli à la cathédrale Santa Maria del Fiore[3],[4],[5] ; cette restauration lui donne l'occasion de comparer l'obliquité de l'écliptique au début du XVIe siècle et celle qu'il pouvait observer[6],[7] ; il fait tracer une ligne méridienne dans la chapelle della Croce ;
- professeur à l'université de Florence où il enseigne la rhétorique, la philosophie, les lettres, la théologie, les mathématiques et la géographie, et obtient la chaire de géographie.

## Souvenir et reconnaissance publique
- Ximenes était membre de plusieurs académies (Vérone, Sienne, Paris, Saint-Pétersbourg).
- L'Observatoire Ximenes[8] de Florence.
- Liceo ginnasio statale Leonardo Ximenes à Trapani, sa ville natale.
- Plaque sur sa maison natale, cours Vittorio Emanuele, Trapani.
- Deux pyramides au col de l'Abetone rappellent la construction de la route entre Pistoie et Modène, dirigée par Ximenes pour le côté toscan ; elles ont été érigées par Ximenes lui-même.
- Les postes italiennes émirent un timbre-poste à son souvenir en 2016.

## Publications

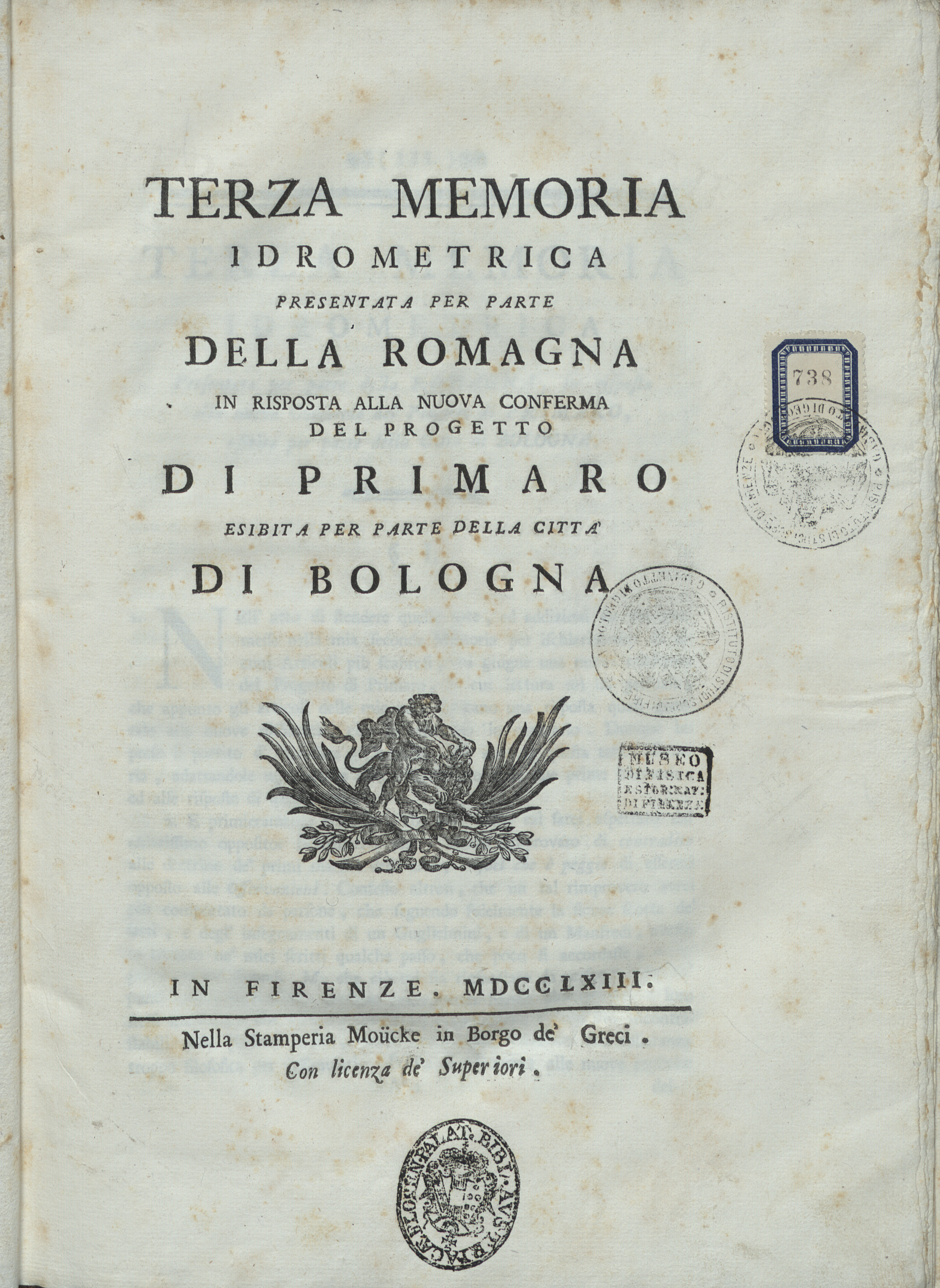
Terza memoria idrometrica.

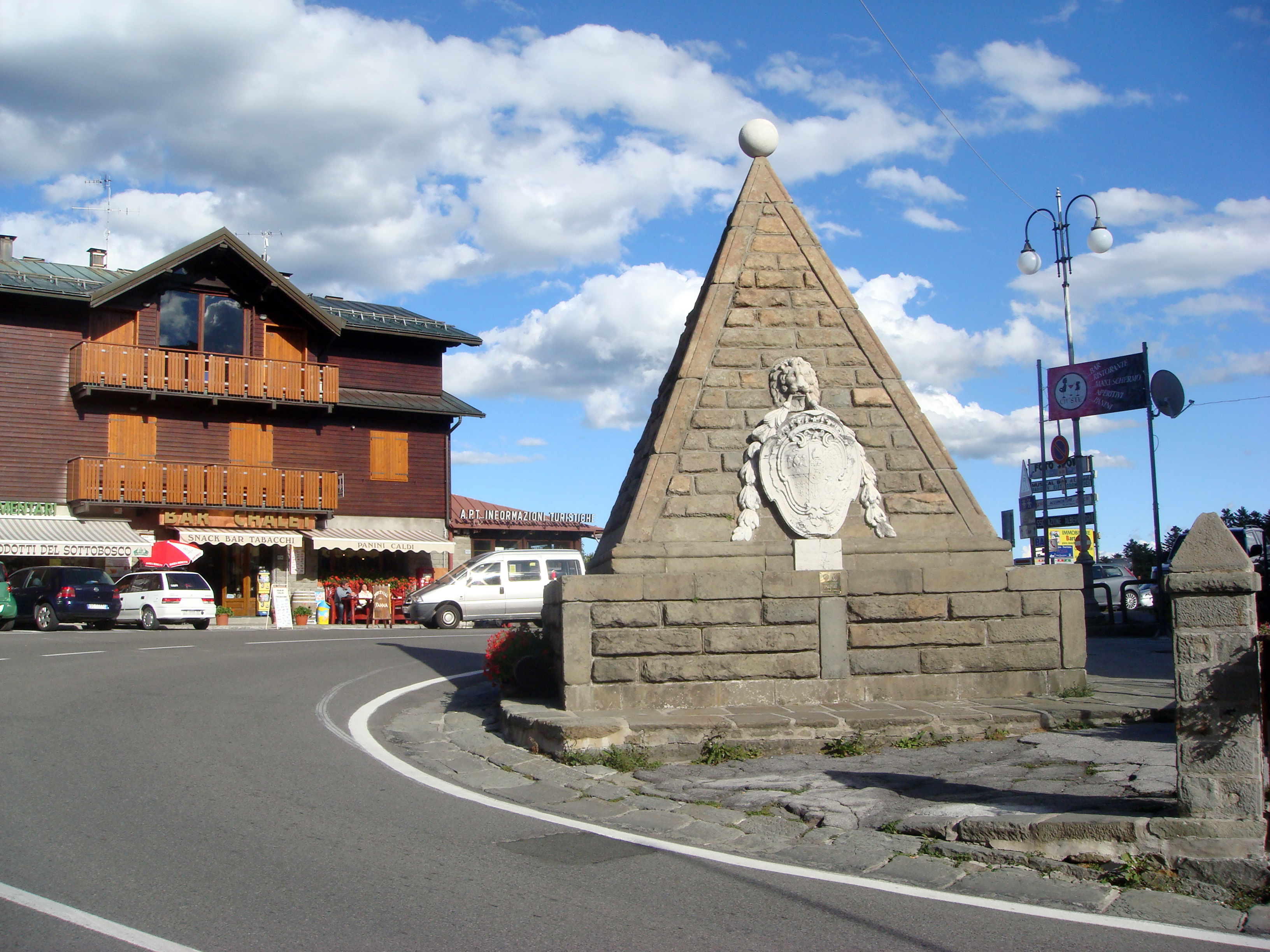
Pyramide 1, Abetone.

Les écrits du père Ximenes sont, pour la plupart, en italien.
- Osservazione dell’aurora boreale del dì 3 febbrajo 1750, a cui s’aggiugne lo scioglimento d’un nuovo problema per calcolarne le distanze, secondo l’ipotesi del Mayer, etc. — Osservazione dell’aurora boreale comparsa la notte del dì 26 agosto 1756. Ces deux observations ont été publiées dans la première décade des Symbol. litterar. de Gori.
- Primi elementi della geometria piana, Venise, 1751, in-8°.
- Dissertazione meccanica di due stromenti che posson servire alla giusta stima del viaggio maritimo, e della velocità dell’acque et de’ venti, Florence, 1752.
- Notizia de’ tempi, de’ principali fenomeni del cielo nuovamente calcolati[9], 1752. Cet ouvrage, fait sur le plan des éphémérides, a été continué pour les années 1752 et 1753.
- Dissertatio de maris aestu, ac praesertim de viribus lunae, solisque mare moventibus, Florence, Pietro Gaetano Viviani, 1755.
- Del vecchio e nuovo gnomone fiorentino, Florence, 1757, grand in-4°, fig. Cet ouvrage, précédé d’une histoire de l’astronomie en Toscane et rempli d’observations curieuses sur l’astronomie, la physique et l’architecture, acquit à Ximenes une grande réputation.
- Osservazione del passaggio di Venere sotto il disco solare, accaduta la mattina del dì 6 giugno 1761, ibid., in-4° de huit pages.
- Seconda memoria idrometrica responsiva alle difficoltà mosse contro alla prima da' signori Marescotti, Bertaglia, e Bonati, 1763.
- Terza memoria idrometrica, Florence, Moücke, 1763.
- Quarta memoria idrometrica, Florence, Moücke, 1764[10].
- Della fisica riduzione della Maremma Senese. Ragionamenti due ai quali si aggiungono quattro perizie intorno alle operazioni della pianura Grossetana ed all'arginatura del fiume Ombrone[11], Florence, Moücke, 1769.
- Dissertazione intorno alle osservazioni solstiziali del 1775, Livourne, 1776, in-4° de 127 pages. Dans cet ouvrage, il a corrigé et perfectionné son traité Del vecchio gnomone, auquel on doit le réunir. « L’auteur, dit Lalande, trouve la diminution séculaire de l’obliquité de l’écliptique d’environ 35’’ au lieu de 50’’ que a supposaient la plupart des astronomes, et je a crois que son résultat est plus vraisemblable. » (Bibliog. astronomiq., p. 551).
- Nuove sperienze idrauliche fatte ne’ canali et ne’ fiumi per verificarne le principali leggi e fenomeni dell’acque correnti, Sienne, 1780, in-4°. Cet ouvrage est très-estimé.
- Ristretto dell’osservazione dell’ecclissi solare del dì 17 octobre 1781, Rome, in-4° de huit pages, inséré dans le Journal des savants, mars 1782, p. 185.
- Teoria e pratica delle resistenze de’ solidi ne’ loro attriti, Pise et Florence, 1782, 2 vol. in-4°.
- Raccolta di perizie ed opuscoli idraulici, etc., Florence, 1781-1786, 2 vol. in-4°. Ce grand ouvrage, enrichi d’un grand nombre de planches, devait former six volumes, dont le dernier aurait contenu un dictionnaire hydraulique ; mais l’auteur n’a pas donné suite à ce projet.
- Lettera del Sig. Abate Leonardo Ximenes … intorno all'esperienza del globo volante fatta in Francia dal Signor Mongolfier [sic], Florence, Pietro Allegrini, 1783.